# Futbol'nyj Klub Metallurg Lipeck
Il Metallurg Lipeck, ufficialmente Futbol'nyj Klub Metallurg Lipeck (in russo Футбольный клуб «Металлург» Липецк?), è una società calcistica russa con sede a Lipeck.

## Storia

### Unione Sovietica
Fondata nel 1957 col nome di Trudovye rezervy, dal 1958 partecipò alla Klass B, seconda serie del Campionato sovietico di calcio. Vi rimase fino al termine della stagione 1962, quando, con la riforma dei campionati sovietici, la stessa divenne terza serie e la squadra retrocesse. Nel frattempo, tra il 1961 e il 1965 fu noto come Torpedo. Nel 1966 il club fu rinominato Metallurg e riuscì ad ottenere la promozione in seconda serie; la riforma dei campionati sovietici della fine del 1969 costrinse il club ad una nuova retrocessione, nonostante il settimo posto nel proprio girone. Nel 1971 vinse il proprio girone di terza serie, ma fallì la promozione ai play-off; l'anno seguente vinse nuovamente il proprio girone, ma stavolta riuscì a tornare in seconda serie.
Nel 1974, però, dopo appena due anni di permanenza, finì penultimo e tornò in terza serie. Tra il 1974 e il 1978 fu noto come Novolipeck; rimase in terza serie fino al 1991, anno in cui l'Unione sovietica si dissolse. Sfiorò la promozione in due occasioni, nel 1983 e nel 1986: in entrambe le occasioni vinse il proprio girone, ma finì secondo in quello di play-off.

### Russia
Con la fine dell'Unione Sovietica e la nascita del campionato russo di calcio fu collocato in Pervaja Liga, la seconda serie; nel 1993, con la riforma del campionato, il decimo posto nel proprio girone significò retrocessione in terza serie. Nel 1996 vinse il proprio girone di terza serie e fece ritorno in Pervaja Liga. L'anno seguente fu il migliore della sua storia: finì secondo in campionato dietro l'Uralan, sfiorando l'approdo in massima serie.
Negli anni seguenti non riuscì a ripetere i risultati del 1997 e nel 2000 chiuse al diciottesimo posto, retrocedendo. L'anno seguente vinse immediatamente il proprio girone di terza serie, ma perse la promozione ai play-off contro la Dinamo San Pietroburgo (sconfitta 2-0 all'andata e vittoria 1-0 al ritorno). Nel 2002 vinse nuovamente il proprio girone, ottenendo la promozione (non erano più previsti i play-off). Dopo un ottavo e un nono posto, nel 2005 retrocesse.
La vittoria del proprio girone nel 2008 garantì al club l'ennesimo ritorno in seconda serie, ma nel 2009 la squadra retrocesse immediatamente.

## Palmarès

### Competizioni nazionali
- Vtoraja Liga: 4

1971 (Girone 4), 1972 (Girone 4), 1983 (Girone 5), 1986 (Girone 5)
- Pervenstvo Professional'noj Futbol'noj Ligi: 4

1996 (Girone Ovest), 2001 (Girone Centro), 2002 (Girone Centro), 2008 (Girone Centro)
- Vtoraja liga Rossii: 1

2020-2021

### Altri piazzamenti
- PFN Ligi:

Secondo posto: 1997

## Statistiche e record

### Partecipazione ai campionati

#### Unione Sovietica
| Livello | Categoria        | Partecipazioni | Debutto | Ultima stagione | Totale |
| ------- | ---------------- | -------------- | ------- | --------------- | ------ |
| 2º      | Klass B          | 5              | 1958    | 1962            | 9      |
| 2º      | Vtoraja Gruppa A | 2              | 1968    | 1969            | 9      |
| 2º      | Pervaja Liga     | 2              | 1973    | 1974            | 9      |
| 3º      | Klass B          | 3              | 1963    | 1967            | 23     |
| 3º      | Vtoraja Gruppa A | 1              | 1970    | 1970            | 23     |
| 3º      | Vtoraja Liga     | 19             | 1971    | 1991            | 23     |

#### Russia
| Livello | Categoria       | Partecipazioni | Debutto   | Ultima stagione | Totale |
| ------- | --------------- | -------------- | --------- | --------------- | ------ |
| 2º      | Pervaja Liga    | 3              | 1992      | 1997            | 10     |
| 2º      | Pervyj divizion | 7              | 1998      | 2009            | 10     |
| 3º      | Vtoraja liga    | 3              | 1994      | 1996            | 17     |
| 3º      | Vtoroj divizion | 7              | 2001      | 2012-2013       | 17     |
| 3º      | PPF Ligi        | 7              | 2013-2014 | 2020-2021       | 17     |